# Prophasiane octolineata
Prophasiane octolineata är en fjärilsart som beskrevs av George Duryea Hulst 1887. Prophasiane octolineata ingår i släktet Prophasiane och familjen mätare. Inga underarter finns listade i Catalogue of Life.